# Les Prédateurs de la nuit
Pour les articles homonymes, voir Faceless.
Pour plus de détails, voir Fiche technique et Distribution.
Les Prédateurs de la nuit (en espagnol : Los depredadores de la noche) est un film franco-espagnol réalisé par Jesús Franco sorti en 1988.

## Synopsis
Un médecin, aidé de sa maîtresse, attire et tue des jeunes femmes dans une clinique privée. Son but : récupérer de la chair pour reconstituer le visage défiguré de sa sœur à la suite de la vengeance d'une patiente mécontente.

## Fiche technique
- Titre espagnol : Los depredadores de la noche
- Réalisateur : Jesús Franco
- Scénario : René Chateau (crédité sous le nom de Fred Castle), Jesús Franco, Michel Lebrun, Jean Mazarin, Pierre Ripert
- Directeur de la photographie : Maurice Fellous
- Montage : Christine Pansu
- Effets spéciaux maquillage : Jacques Gastineau
- Musique : Romano Musumarra
- Production : René Château
- Pays de production :  France,  Espagne
- Genre : horreur
- Langue : anglais
- Durée : 1h38
- Date de sortie : 
  - France : 22 juin 1988

## Distribution
- Helmut Berger : docteur Frank Flamand
- Brigitte Lahaie : Nathalie
- Telly Savalas (VF : Henry Djanik) : Terry Hallen
- Chris Mitchum : Sam Morgan
- Stéphane Audran : Mme Sherman
- Caroline Munro : Barbara Hallen
- Christiane Jean : Ingrid Flamand
- Anton Diffring : docteur Karl Heinz Moser
- Tilda Thamar : Mrs. François
- Howard Vernon : docteur Orloff
- Florence Guérin : Florence Guérin
- Gérard Zalcberg : Gordon
- Henri Poirier : Commissaire Legris
- Laure Sabardin : la réceptionniste
- Arlette Chevalier : Mélissa
- Lina Romay : Mme Orloff
- Marcel Philippot : Maxence
- Tony Awak : Doudou
- Mony Dalmès : la baronne
- Doris Thomas : la cantatrice
- Daniel Beretta : l'homme du bois de Boulogne
- Antonina Laurent : Karen
- Isabelle Cnokaert : Gina
- Nicky Gorska : la femme au vitriol
- Jean Tolzac : le concierge de l'hôtel
- Jacques Couderc : l'employé de la morgue
- Pascale Vital : la barmaid
- Alain Barbier : Rachid
- Thierry Foulques : le secrétaire
- Daniel Grimm : Wallace

## Autour du film
- Le film Les Prédateurs de la nuit reprend le thème de la greffe de visage évoqué en 1960 dans le film Les Yeux sans visage de Georges Franju et en 1970 dans le film La Rose écorchée de Claude Mulot. Il peut aussi être considéré comme une suite de L'Horrible Docteur Orlof tourné par Jess Franco en 1962. En effet, le Docteur Frank Flamand fait appel aux conseils du Docteur Orlof (joué par Howard Vernon) qui a survécu au premier film, pour mener à bien ses expériences.
- À l’époque du film Brigitte Lahaie vivait en couple avec René Chateau le distributeur du film. Son rôle dans ce film ne comporte aucune scène de nudité.